# Online Leeromgeving Universiteit Twente
De Online Leeromgeving Universiteit Twente betreft een online elektronische leeromgeving dat de Universiteit Twente in 2001 met een aantal studenten heeft opgezet om de vwo-stof duidelijker te maken, maar vooral ook leuker.
De Online Leeromgeving is voor veel scholieren een begrip geworden, aangezien ze hier tijdens de tentamenperiodes net op een iets andere manier naar de stof kunnen kijken.
Alle theorie voor de vakken Biologie, Scheikunde, Natuurkunde, Wiskunde A, B, C en D, Management & Organisatie, NLT en Economie staan in animaties uitgelegd. De examens (Vanaf 1997-nu) van deze en alle andere vakken kunnen geoefend worden. Ook zijn er enkele unieke applicaties waarmee je onder andere online kunt titreren, online luistertoetsen kunt oefenen (sinds 2008), online examens kunt maken (sinds 2007).